# Indianapolis Tennis Championships 1997 - Qualificazioni singolare
Le qualificazioni del singolare  dell'Indianapolis Tennis Championships 1997 sono state un torneo di tennis preliminare per accedere alla fase finale della manifestazione. I vincitori dell'ultimo turno sono entrati di diritto nel tabellone principale. In caso di ritiro di uno o più giocatori aventi diritto a questi sono subentrati i lucky loser, ossia i giocatori che hanno perso nell'ultimo turno ma che avevano una classifica più alta rispetto agli altri partecipanti che avevano comunque perso nel turno finale.
Le qualificazioni del torneo Indianapolis Tennis Championships 1997 prevedevano 28 partecipanti di cui 7 sono entrati nel tabellone principale.

## Teste di serie
1. Johan Van Herck (Qualificato)
2. Nicklas Kulti (primo turno)
3. Michael Tebbutt (Qualificato)
4. Steve Bryan (Qualificato)
5. Raviv Weidenfeld (Qualificato)
6. Albert Chang (ultimo turno)
7. Pier Gauthier (primo turno)

1. Tommy Ho (Qualificato)
2. Maks Mirny (ultimo turno)
3. Sander Groen (ultimo turno)
4. Ronald Agénor (ultimo turno)
5. Chris Groer (primo turno)
6. Donald Johnson (ultimo turno)
7. Jim Thomas (ultimo turno)

## Qualificati
1. Johan Van Herck
2. Mike Bryan
3. Michael Tebbutt
4. Steve Bryan

1. Raviv Weidenfeld
2. Tommy Ho
3. Joshua Eagle

## Tabellone

### Legenda
| - Q = Qualificato - WC = Wild card - LL = Lucky loser | - ALT = Alternate - SE = Special Exempt - PR = Protected Ranking | - w/o = Walkover - r = Ritirato - d = Squalificato |

### Sezione 1
|  | Primo turno | Primo turno         | Primo turno         | Primo turno | Primo turno |  |  | Ultimo turno | Ultimo turno        | Ultimo turno | Ultimo turno | Ultimo turno |  |
|  |             |                     |                     |             |             |  |  |              |                     |              |              |              |  |
|  | 1           | Johan Van Herck     | Johan Van Herck     | 6           | 6           |  |  |              |                     |              |              |              |  |
|  |             | Piet Norval         | Piet Norval         | 2           | 3           |  |  | 1            | Johan Van Herck     | 5            | 7            | 6            |  |
|  |             | Mashiska Washington | Mashiska Washington | 7           | 6           |  |  |              | Mashiska Washington | 7            | 6            | 1            |  |
|  | 12          | Chris Groer         | Chris Groer         | 5           | 3           |  |  |              |                     |              |              |              |  |

### Sezione 2
|  | Primo turno | Primo turno   | Primo turno | Primo turno | Primo turno |  |  | Ultimo turno | Ultimo turno | Ultimo turno | Ultimo turno | Ultimo turno |  |
|  |             |               |             |             |             |  |  |              |              |              |              |              |  |
|  |             | Mike Bryan    | 3           | 6           | 7           |  |  |              |              |              |              |              |  |
|  | 2           | Nicklas Kulti | 6           | 4           | 6           |  |  |              | Mike Bryan   | Mike Bryan   | 6            | 6            |  |
|  | 14          | Jim Thomas    | Jim Thomas  | 6           | 6           |  |  | 14           | Jim Thomas   | Jim Thomas   | 1            | 4            |  |
|  |             | Ryan Clark    | Ryan Clark  | 1           | 3           |  |  |              |              |              |              |              |  |

### Sezione 3
|  | Primo turno | Primo turno     | Primo turno     | Primo turno | Primo turno |  |  | Ultimo turno | Ultimo turno    | Ultimo turno    | Ultimo turno | Ultimo turno |  |
|  |             |                 |                 |             |             |  |  |              |                 |                 |              |              |  |
|  | 3           | Michael Tebbutt | 7               | 5           | 6           |  |  |              |                 |                 |              |              |  |
|  |             | Bob Bryan       | 6               | 7           | 4           |  |  | 3            | Michael Tebbutt | Michael Tebbutt | 6            | 6            |  |
|  | 13          | Donald Johnson  | Donald Johnson  | 6           | 6           |  |  | 13           | Donald Johnson  | Donald Johnson  | 4            | 4            |  |
|  |             | Jamie Turturici | Jamie Turturici | 3           | 4           |  |  |              |                 |                 |              |              |  |

### Sezione 4
|  | Primo turno | Primo turno        | Primo turno        | Primo turno | Primo turno |  |  | Ultimo turno | Ultimo turno | Ultimo turno | Ultimo turno | Ultimo turno |  |
|  |             |                    |                    |             |             |  |  |              |              |              |              |              |  |
|  | 4           | Steve Bryan        | Steve Bryan        | 6           | 6           |  |  |              |              |              |              |              |  |
|  |             | Aleksandar Kitinov | Aleksandar Kitinov | 4           | 1           |  |  | 4            | Steve Bryan  | Steve Bryan  | 6            | 6            |  |
|  | 10          | Sander Groen       | 4                  | 7           | 6           |  |  | 10           | Sander Groen | Sander Groen | 4            | 1            |  |
|  |             | Derek Myers        | 6                  | 5           | 2           |  |  |              |              |              |              |              |  |

### Sezione 5
|  | Primo turno | Primo turno      | Primo turno      | Primo turno | Primo turno |  |  | Ultimo turno | Ultimo turno     | Ultimo turno     | Ultimo turno | Ultimo turno |  |
|  |             |                  |                  |             |             |  |  |              |                  |                  |              |              |  |
|  | 5           | Raviv Weidenfeld | Raviv Weidenfeld | 7           | 6           |  |  |              |                  |                  |              |              |  |
|  |             | Phil Whitesell   | Phil Whitesell   | 6           | 3           |  |  | 5            | Raviv Weidenfeld | Raviv Weidenfeld | 7            | 7            |  |
|  | 11          | Ronald Agénor    | Ronald Agénor    | 7           | 6           |  |  | 11           | Ronald Agénor    | Ronald Agénor    | 5            | 6            |  |
|  |             | Kenny Thorne     | Kenny Thorne     | 6           | 3           |  |  |              |                  |                  |              |              |  |

### Sezione 6
|  | Primo turno | Primo turno         | Primo turno       | Primo turno | Primo turno |  |  | Ultimo turno | Ultimo turno | Ultimo turno | Ultimo turno | Ultimo turno |  |
|  |             |                     |                   |             |             |  |  |              |              |              |              |              |  |
|  | 6           | Albert Chang        | 6                 | 6           | 6           |  |  |              |              |              |              |              |  |
|  |             | Mitch Sprengelmeyer | 7                 | 1           | 4           |  |  | 6            | Albert Chang | 2            | 6            | 3            |  |
|  | 8           | Tommy Ho            | Tommy Ho          | 6           | 2           |  |  | 8            | Tommy Ho     | 6            | 3            | 6            |  |
|  |             | Jocelyn Robichaud   | Jocelyn Robichaud | 3           | 0r          |  |  |              |              |              |              |              |  |

### Sezione 7
|  | Primo turno | Primo turno   | Primo turno   | Primo turno | Primo turno |  |  | Ultimo turno | Ultimo turno | Ultimo turno | Ultimo turno | Ultimo turno |  |
|  |             |               |               |             |             |  |  |              |              |              |              |              |  |
|  |             | Joshua Eagle  | 6             | 1           | 6           |  |  |              |              |              |              |              |  |
|  | 7           | Pier Gauthier | 1             | 6           | 4           |  |  |              | Joshua Eagle | 6            | 1            | 6            |  |
|  | 9           | Maks Mirny    | Maks Mirny    | 6           | 6           |  |  | 9            | Maks Mirny   | 3            | 6            | 3            |  |
|  |             | Boris Bachert | Boris Bachert | 2           | 1           |  |  |              |              |              |              |              |  |